# ISL League Winners' Shield
L'ISL League Winners' Shield (in italiano Scudo dei vincitori e per motivi di sponsorizzazione Hero ISL League Winners' Shield) è un premio annuale assegnato alla squadra della Super League con i migliori punti della stagione regolare, come determinato dal sistema di punti ISL. Il League Winners' Shield viene assegnato ogni anno dopo il completamento della stagione regolare della Super League indiana dalla stagione 2019-2020 ed è stato riconosciuto come un importante trofeo dalla lega. I vincitori del League Winners' Shield ottengono automaticamente un posto nella fase a gironi della AFC Champions League.

## Albo d'oro
| Stagione | Vincitore      | Punti | Partite giocate | Vit. | Par. | Sconf. | Gol fatti | Gol subiti | Media punti |
| -------- | -------------- | ----- | --------------- | ---- | ---- | ------ | --------- | ---------- | ----------- |
| 2019-20  | FC Goa         | 39    | 18              | 12   | 3    | 3      | 46        | 23         |             |
| 2020-21  | Mumbai City    | 40    | 20              | 12   | 4    | 4      | 35        | 18         |             |
| 2021-22  | Jamshedpur     | 43    | 20              | 13   | 4    | 3      | 42        | 21         |             |
| 2022-23  | Mumbai City    | 46    | 20              | 14   | 4    | 2      | 54        | 21         |             |
| 2023-24  | Mohun Bagan SG | 48    | 22              | 15   | 3    | 4      | 47        | 26         |             |
| 2024-25  | Mohun Bagan SG | 56    | 24              | 17   | 5    | 2      | 47        | 16         |             |

### Titoli per squadra
In grassetto l'anno in cui la squadra ha vinto anche la stagione.
| Squadra        | Titoli | Anni                 |
| -------------- | ------ | -------------------- |
| Mumbai City    | 2      | 2020-2021, 2022-2023 |
| Mohun Bagan SG | 2      | 2023-2024, 2024-2025 |
| FC Goa         | 1      | 2019-2020            |
| Jamshedpur     | 1      | 2021-2022            |